# Kristin Scott Thomas
Pour les articles homonymes, voir Scott et Thomas.
Kristin Scott Thomas [kʁistin skɔt tɔmas] (en anglais : [ˈkɹɪstiːn ˈskɒt ˈtɒməs]) est une actrice britannique naturalisée française née le 24 mai 1960 à Redruth.
Dans les années 1990, elle acquiert une renommée internationale pour ses rôles dans Lunes de fiel (1992), Quatre Mariages et un enterrement (1994), Mission impossible (1996), Le Patient anglais (1996) et L'Homme qui murmurait à l'oreille des chevaux (1998). Par ailleurs, depuis les années 1980, elle évolue dans le cinéma français, notamment dans des films comme La Doublure, Ne le dis à personne, Largo Winch, Il y a longtemps que je t'aime ou Partir.
Son rôle dans Quatre mariages et un enterrement lui vaut de recevoir en 1995 le BAFTA de la meilleure actrice dans un second rôle.
Elle vit en France de l'âge de dix-neuf ans jusqu'en 2014, et élève ses trois enfants à Paris ; elle a dit qu'elle se considérait parfois plus française que britannique.

## Biographie

### Jeunesse et formation
Kristin Anna Scott Thomas, née le 24 mai 1960 à Redruth, en Cornouailles (Angleterre, Royaume-Uni),, est la fille de Simon Scott Thomas, pilote de la Royal Navy (mort accidentellement en 1964), et de Deborah Hurlbatt.
Elle a deux sœurs cadettes, Serena Scott Thomas (1961), également actrice, et Samantha Scott Thomas, ainsi que deux frères. Sa mère se remarie avec un autre pilote de chasse qui, lui aussi, meurt accidentellement six ans plus tard. Deborah doit élever seule ses cinq enfants.
Elle reçoit une éducation catholique romaine, et fait ses études au Cheltenham Ladies' College à Cheltenham, dans le comté anglais du Gloucestershire.
Elle s'est formée à l'École nationale supérieure des arts et techniques du théâtre de Paris.

### Carrière

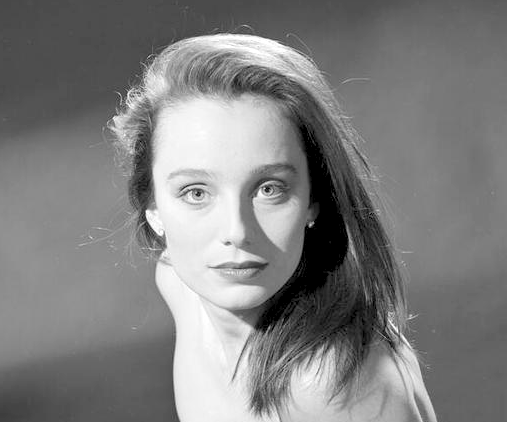
L'actrice au début de sa carrière, en 1987 (Studio Harcourt).

Kristin Scott Thomas commence sa carrière de manière inattendue dans Under the Cherry Moon (1986), un film du musicien Prince illustrant son album Parade. Au début de sa carrière, elle est surtout une actrice de second rôle, notamment sous la direction des cinéastes Mike Newell et Brian De Palma (entre autres).
En 1994, elle tourne dans Quatre Mariages et un enterrement, mais c'est sa prestation dans Le Patient anglais en 1996 et sa nomination aux Oscars 1997 qui la font connaître du grand public. Toujours en 1996, elle tourne dans le premier volet de Mission impossible réalisé par Brian De Palma.

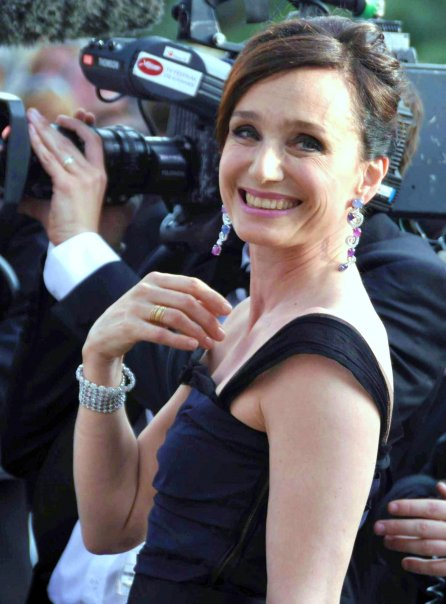
Kristin Scott Thomas au Festival de Cannes 2009.

En 1998, elle tient le premier rôle féminin dans L'Homme qui murmurait à l'oreille des chevaux, rôle initialement proposé à Emma Thompson que lui offre alors Robert Redford, également son partenaire dans le film. Succès international, ce film enregistra presque trois millions d'entrées en France, ce qui consolida sa popularité.
En 2004, elle joue dans le film Arsène Lupin. L'année suivante, elle tourne dans Man to Man de Régis Wargnier et Secrets de famille de Niall Johnson.
En 2013, elle incarne la mère du personnage principal (joué par Ryan Gosling) dans le film Only God Forgives de Nicolas Winding Refn, présenté au festival de Cannes 2013 en compétition officielle.

### Maîtresse de cérémonie
Kristin Scott Thomas a été la maîtresse de cérémonie du Festival de Cannes 2010. Elle avait déjà assuré cette fonction en 1999. Elle fut également membre du jury en 2000, sous la présidence de Luc Besson.
En février 2019, elle préside la 44e cérémonie des César.

### Vie privée
Kristin Scott Thomas parle un français parfait et presque sans accent, et assure plusieurs fois elle-même le doublage de sa voix en français dans les rôles qu'elle tient initialement en anglais.
En 1987, elle épouse François Olivennes (en), médecin et professeur en gynécologie et en obstétrique. Le couple a eu trois enfants : Hannah (née en 1988), Joseph (né en 1991), et George (né en 2000). Ils divorcent en 2005.
Le 19 décembre 2017, elle obtient la nationalité française par naturalisation.
En septembre 2024, elle épouse John Micklethwait (en), rédacteur en chef de Bloomberg News, après que le couple a été ensemble pendant cinq ans.
Elle partage sa carrière entre la France, le Royaume-Uni et les États-Unis.

### Engagement
En septembre 2018, à la suite de la démission du ministre de l'Écologie français Nicolas Hulot, Kristin Scott Thomas signe avec l'actrice Juliette Binoche une tribune contre le réchauffement climatique intitulée « Le plus grand défi de l'histoire de l'humanité » qui paraît dans le journal Le Monde, avec pour titre « L'appel de deux cents personnalités pour sauver la planète »,.

## Filmographie

### Cinéma

#### Années 1980
- 1986 : Under the Cherry Moon de Prince : Mary Sharon
- 1987 : Agent trouble de Jean-Pierre Mocky : Julie
- 1988 : La Méridienne de Jean-François Amiguet : Marie
- 1988 : Le Bal du gouverneur de Marie-France Pisier : Marie Forestier
- 1988 : Une poignée de cendre (A Handful of Dust) de Charles Sturridge : Brenda Last
- 1989 : Bille en tête de Carlo Cotti : Clara
- 1989 : Force majeure de Pierre Jolivet : Katia

#### Années 1990
- 1990 : Aux yeux du monde d'Éric Rochant : L'institutrice
- 1990 : La Vie secrète de Ian Fleming (Spymaker : The Secret Life of Ian Fleming) de Ferdinand Fairfax : Leda St-Gabriel
- 1991 : Mio caro dottor Gräsler de Roberto Faenza : Sabine
- 1992 : Lunes de fiel (Bitter Moon) de Roman Polanski : Fiona
- 1994 : Quatre Mariages et un enterrement (Four Weddings and a Funeral) de Mike Newell : Fiona
- 1994 : Un été inoubliable (O vară de neuitat) de Lucian Pintilie : Marie-Thérèse Von Debretsy
- 1995 : En mai fais ce qu'il te plaît de Pierre Grange : Martine
- 1995 : Les Milles de Sébastien Grall : Mary-Jane Cooper
- 1995 : Richard III de Richard Loncraine : Lady Anne
- 1995 : Le Confessionnal de Robert Lepage : l'assistante de Hitchcock
- 1995 : Des anges et des insectes (Angels and Insects) de Philip Haas : Matty Crompton
- 1996 : Le Patient anglais (The English Patient) d'Anthony Minghella : Katharine Clifton
- 1996 : Mission impossible (Mission : Impossible) de Brian De Palma : Sarah Davies
- 1996 : Souvenir de Michael H. Shamberg (en) : Ann
- 1996 : The Pompatus of love de Richard Schenkman : Caroline
- 1997 : Amour et Confusions de Patrick Braoudé : Sarah
- 1998 : L'Homme qui murmurait à l'oreille des chevaux (The Horse Whisperer) de Robert Redford : Annie MacLean
- 1999 : Amour, vengeance et trahison (The Revenger's Comedies) de Malcolm Mowbray : Imogen Staxton-Billing
- 1999 : L'Ombre d'un soupçon (Random Hearts) de Sydney Pollack : Kay Chandler

#### Années 2000
- 2000 : Il suffit d'une nuit (Up at the Villa) de Philip Haas : Mary Panton
- 2001 : Gosford Park de Robert Altman : Lady Sylvia McCordle
- 2002 : La Maison sur l'océan (Life as a House) d'Irwin Winkler : Robin Kimball
- 2003 : Petites Coupures de Pascal Bonitzer : Béatrice
- 2004 : Arsène Lupin de Jean-Paul Salomé : Joséphine
- 2005 : Man to Man de Régis Wargnier : Elena Van Den Ende
- 2005 : Secrets de famille (Keeping Mum) de Niall Johnson (en) : Gloria Goodfellow
- 2006 : La Doublure de Francis Veber : Christine Levasseur
- 2006 : Chromophobia de Martha Fiennes : Iona Aylesbury
- 2006 : Ne le dis à personne de Guillaume Canet : Helene Perkins
- 2007 : The Walker de Paul Schrader : Lynn Lockner
- 2008 : Il y a longtemps que je t'aime de Philippe Claudel : Juliette Fontaine
- 2008 : Deux Sœurs pour un roi (The Other Boleyn Girl) de Justin Chadwick : Lady Elizabeth Boleyn
- 2008 : Seuls Two d'Éric et Ramzy : Une antiquaire
- 2008 : Un mariage de rêve (Easy Virtue) de Stephen Elliott : Veronica Whittaker
- 2008 : Largo Winch de Jérôme Salle : Ann Ferguson
- 2009 : Confessions d'une accro du shopping (Confessions of a Shopaholic) de P. J. Hogan : Alette Naylor
- 2009 : Partir de Catherine Corsini : Suzanne

#### Années 2010
- 2010 : Nowhere Boy de Sam Taylor-Wood : Mimi
- 2010 : Crime d'amour d'Alain Corneau : Christine
- 2010 : Contre toi de Lola Doillon : Anna Cooper
- 2010 : Elle s'appelait Sarah de Gilles Paquet-Brenner : Julia Jarmond
- 2011 : La Femme du Ve (The Woman in the Fifth) de Pawel Pawlikowski : Margit
- 2012 : Des saumons dans le désert (Salmon Fishing in the Yemen) de Lasse Hallström : Bridget Maxwell
- 2012 : Bel Ami de Declan Donnellan et Nick Ormerod : Mme Rousset
- 2012 : Cherchez Hortense de Pascal Bonitzer : Iva
- 2012 : Dans la maison de François Ozon : Jeanne Germain
- 2013 : Only God Forgives de Nicolas Winding Refn : Krystal Hopkins
- 2013 : The Invisible Woman de Ralph Fiennes : Catherine Ternan
- 2013 : Avant l'hiver de Philippe Claudel : Lucie
- 2014 : My Old Lady d'Israel Horovitz : Chloé Girard
- 2015 : Suite française de Saul Dibb : Madame Angellier
- 2017 : The Party de Sally Potter : Janet
- 2017 : Les Heures sombres (Darkest Hour) de Joe Wright : Clementine Churchill
- 2018 : Tomb Raider de Roar Uthaug : Ana Miller
- 2018 : Au bout des doigts de Ludovic Bernard : La Comtesse

#### Années 2020
- 2020 : The Singing Club (Military Wives) de Peter Cattaneo : Kate
- 2020 : Cinquième Set de Quentin Reynaud : Judith
- 2020 : Rebecca de Ben Wheatley : Mrs. Danvers
- 2022 : Les Cyclades de Marc Fitoussi : Bijou
- 2023 : My Mother's Wedding (North Star) d'elle-même : Diana Frost

#### Court métrage
- 1985 : Charly de Florence Strauss : Marie
- 1987 : Boucherie fine de Marcel Hanoun
- 1990 : Valentino I love you de Jean-Paul Husson et Martin Cognito

#### Réalisation
- 2023 : My Mother's Wedding (North Star)

### Télévision

#### Séries télévisées
- 1984 : L'Amour en héritage (Mistral's Daughter) : Nancy
- 1984 : Les Enquêtes du commissaire Maigret : Une coiffeuse
- 1987 : Sentiments : Nathalie
- 1989 : The Endless Game : Caroline
- 1991 : Titmuss Regained : Jenny Sidonia
- 1992 : Look at it this way : Victoria Rolfe
- 1993 : Body & Soul : Anna / La sœur de Gabriel
- 1995 : Belle Époque : Alice Avellano
- 1996 : Les Voyages de Gulliver (Gulliver's Travels) : La gardienne immortelle
- 2003 : Absolutely Fabulous : Plum
- 2007 : Top Gear : elle-même
- 2019 : Fleabag : Belinda Friers
- 2022 : Slow Horses : Diana Taverner

#### Téléfilms
- 1987 : Sentimental Journey de Peter Patzak : Bettina
- 1988 : Le Dixième Homme (The Tenth Man) de Jack Gold : Therese Mangeot
- 1990 : Les Faussaires (Framed) de Dean Parisot : Kate
- 1992 : Pleure pas ma belle (Weep no more, my Lady) de Michel Andrieu : Elisabeth

## Théâtre
- 1983 : La Lune déclinante sur 4 ou 5 personnes qui dansent de Marcel Bozonnet, Festival de Semur-en-Auxois
- 1984 : Naïves Hirondelles de Roland Dubillard, mise en scène Marcel Bozonnet, Festival d’Avignon
- 1984 : Terre étrangère d'Arthur Schnitzler, mise en scène Luc Bondy, Théâtre Nanterre-Amandiers
- 1985 : Yes, peut-être de Marguerite Duras, mise en scène Marcel Bozonnet, dans un domaine en Bourgogne
- 2001 : Bérénice de Racine, mise en scène Lambert Wilson, Festival d’Avignon, Théâtre national de Chaillot
- 2003 : Les Trois Sœurs d'Anton Tchekhov, mise en scène Michael Blakemore, Playhouse Theatre, Londres : Macha
- 2005 : Comme tu me veux (As you desire me) de Luigi Pirandello, mise en scène Jonathan Kent, Playhouse Theatre, Londres : Elma
- 2007 : La Mouette d'Anton Tchekhov, mise en scène Ian Rickson, Royal Court Theatre, Londres : Arkadina
- 2008 : La Mouette d'Anton Tchekhov, mise en scène Ian Rickson, Walter Kerr Theater, New York : Arkadina
- 2011 : Betrayal d'Harold Pinter, mise en scène Ian Rickson, Harold Pinter Theatre (en), Londres : Emma[16]
- 2013 : Old Times d'Harold Pinter, mise en scène Ian Rickson, Harold Pinter Theatre, Londres : Kate/Anna[17]
- 2014 : Electre (Electra) de Sophocle, mise en scène Ian Rickson, Théâtre Old Vic, Londres : Electre[18]
- 2015 : The Audience de Peter Morgan, mise en scène Stephen Daldry, Théâtre Apollo, Londres : Élisabeth II

## Distinctions

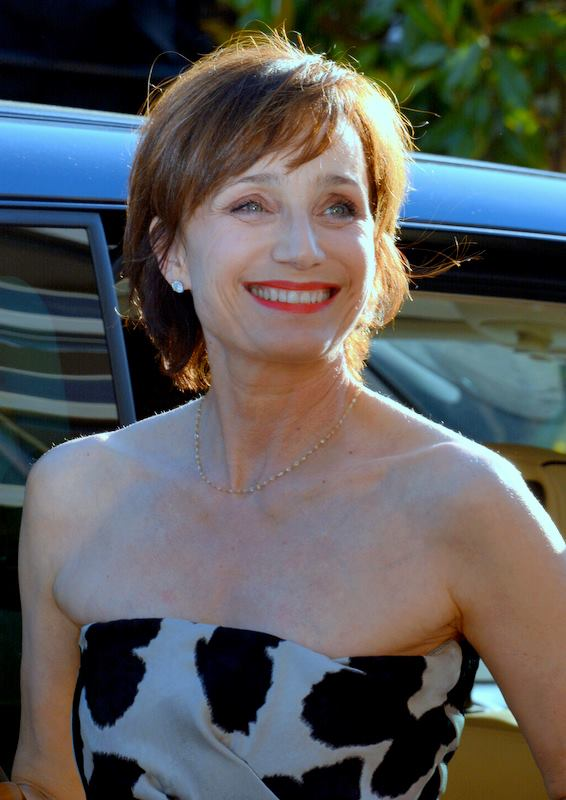
Kristin Scott Thomas au Festival de Cannes 2013.

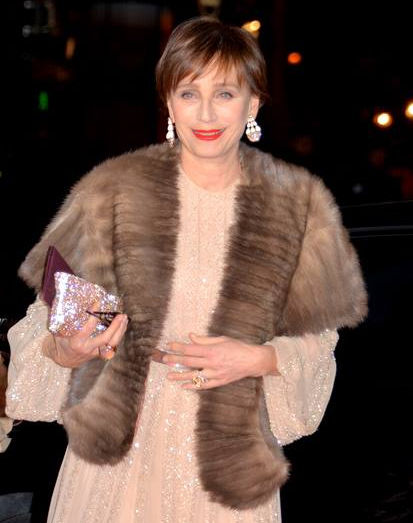
Kristin Scott Thomas lors de la cérémonie des Césars 2016.

### Récompenses
- BAFTA Awards 1995 : prix de la meilleure actrice dans un second rôle pour Quatre Mariages et un enterrement
- National Board of Review 1996 de la meilleure actrice dans un second rôle pour Le Patient Anglais
- Prix du cinéma européen 2008 : prix de la meilleure actrice pour Il y a longtemps que je t'aime
- Laurence Olivier Awards 2010 : prix de la meilleure actrice pour La Mouette
- Evening Standard British Film Awards 2011 : prix de la meilleure actrice pour Partir
- Prix Lumières 2011 : prix de la meilleure actrice pour Elle s'appelait Sarah
- Globes de Cristal 2011 : prix de la meilleure actrice pour Elle s'appelait Sarah

### Nominations
- Oscars 1997 : meilleure actrice pour Le Patient anglais
- British Academy Film Awards :
  - BAFTA Awards 1997 : meilleure actrice pour Le Patient anglais
  - BAFTA Awards 2009 : meilleure actrice pour Il y a longtemps que je t'aime
  - BAFTA Awards 2010 : meilleure actrice dans un second rôle pour Nowhere Boy
  - BAFTA Awards 2018 : meilleure actrice dans un second rôle pour Les Heures Sombres
- Golden Globes :
  - Golden Globes 1997 : meilleure actrice dans un film dramatique pour Le Patient anglais
  - Golden Globes 2009 : meilleure actrice dans un film dramatique pour Il y a longtemps que je t'aime
- César :
  - César 2009 : meilleure actrice pour Il y a longtemps que je t'aime
  - César 2010 : meilleure actrice pour Partir
  - César 2011 : meilleure actrice pour Elle s'appelait Sarah
- Laurence Olivier Awards :
  - Laurence Olivier Awards 2013 : meilleure actrice pour Betrayal
  - Laurence Olivier Awards 2015 : meilleure actrice pour Électre

### Décorations
- 31 décembre 2004 :  Chevalière de la Légion d'honneur[19]
- 14 mai 2010 :  Officière de l'ordre national du Mérite[20]
- 13 juillet 2015 :  Officière de la Légion d'honneur[3]
- 2015 :  Dame Commander de l'ordre de l'Empire britannique[21]
- 18 décembre 2020 :  Commandeure de l'ordre des Arts et des Lettres[22]
- 24 novembre 2021 :  Commandeure de l'ordre national du Mérite[23]

## Voix francophones
En France, Kristin Scott Thomas se double généralement elle-même dans les versions françaises de ses films anglophones. Depuis le début des années 2000, elle est régulièrement doublée par Danièle Douet.
Au Québec, Anne Dorval est la voix québécoise régulière de l'actrice.
En France
| - Danièle Douet dans : - Secrets de famille - The Walker - Un mariage de rêve - Nowhere Boy - The Invisible Woman - Des saumons dans le désert - Only God Forgives - My Old Lady - The Party - Tomb Raider - The Singing Club - Rebecca - Slow Horses (série télévisée) - Elle-même dans : - Quatre Mariages et un enterrement - Mission impossible - Le Patient anglais - L'Ombre d'un soupçon - Gosford Park - Man to Man - Bel-Ami - Fleabag (série télévisée) | - Micky Sébastian dans : - L'Homme qui murmurait à l'oreille des chevaux - La Maison sur l'océan - Chromophobia - Confessions d'une accro du shopping Et aussi - Catherine Privat dans Des anges et des insectes - Rafaèle Moutier dans Deux Sœurs pour un roi - Laura Benson dans Suite française - Sylvia Bergé dans Les Heures sombres |

Au Québec
| - Anne Dorval dans : - L'Homme qui murmurait à l'oreille des chevaux - Les Hasards du cœur - La Maison sur la falaise - Confessions d'une accro du shopping - Il était une fois John - Partie de pêche au Yémen - L'Heure la plus sombre | - Anne Bédard dans : - Deux Sœurs pour un roi - Tomb Raider Et aussi - Élise Bertrand dans Richard III - Diane Arcand dans Un week-end à Gosford Park |